# دي كوين
دي كوين (بالإنجليزية: De Queen, Arkansas)‏ هي مدينة تقع في مقاطعة سيفيير، أركنسو بولاية أركنساس في الولايات المتحدة. تبلغ مساحة هذه المدينة 14.8 (كم²)، وترتفع عن سطح البحر 128 م، بلغ عدد سكانها 6629 نسمة في عام 2010 حسب إحصاء مكتب تعداد الولايات المتحدة.

## التركيبة السكانية
حدّد مكتب تعداد الولايات المتحدة بيانات التركيبة السكانية لدي كوين في تعداد الولايات المتحدة. في ما يلي، التركيبة السكانية حسب تعدادي 2000 و2010.

### تعداد عام 2000
بلغ عدد سكان دي كوين 5,765 نسمة بحسب تعداد عام 2000، وبلغ عدد الأسر 1,913 أسرة وعدد العائلات 1,378 عائلة مقيمة في المدينة. في حين سجلت الكثافة السكانية 364.6 نسمة لكل كيلومتر مربع (944.3/ميل2). وبلغ عدد الوحدات السكنية 2,108 وحدة بمتوسط كثافة قدره 133.3 لكل كيلومتر مربع (345.2/ميل2).
وتوزع التركيب العرقي للمدينة بنسبة 66.40% من البيض و6.07% من الأمريكيين الأفارقة و2.38% من الأمريكيين الأصليين و0.21% من الأمريكيين ذوي الأصول الآسيوية و0.10% من سكان جزر المحيط الهادئ و23.07% من الأعراق الأخرى و1.77% من عرقين مختلطين أو أكثر و38.59% من الهسبانيون أو اللاتينيون من أي عرق.
بلغ عدد الأسر 1,913 أسرة كانت نسبة 44% منها لديها أطفال تحت سن الثامنة عشر تعيش معهم، وبلغت نسبة الأزواج القاطنين مع بعضهم البعض 52.7% من أصل المجموع الكلي للأسر، ونسبة 13.2% من الأسر كان لديها معيلات من الإناث دون وجود شريك، بينما كانت نسبة 6.1% من الأسر لديها معيلون من الذكور دون وجود شريكة وكانت نسبة 28% من غير العائلات. تألفت نسبة 24% من أصل جميع الأسر من عدة أفراد يعيشون في نفس المنزل ونسبة 11.8% كانت تتألف من شخص يعيش بمفرده يبلغ من العمر 65 عاماً أو أكثر. وبلغ متوسط حجم الأسرة المعيشية 2.93، أما متوسط حجم العائلات فبلغ 3.44.
بلغ العمر الوسطي للسكان 30.0 عاماً. وكانت نسبة 30.3% من القاطنين تحت سن الثامنة عشر، وكانت نسبة 11.7% بين الثامنة عشر والرابعة والعشرين عاماً، ونسبة 28% كانت واقعةً في الفئة العمرية ما بين الخامسة والعشرين والرابعة والأربعين عاماً، ونسبة 16.4% كانت ما بين الخامسة والأربعين والرابعة والستين، ونسبة 10.6% كانت ضمن فئة الخامسة والستين عاماً فما فوق. يوجد لكل 100 أنثى 99.8 ذكر، ويوجد لكل 100 أنثى في الثامنة عشر من عمرها فما فوق 97.1 ذكر.
بلغ متوسط دخل الأسرة في المدينة 25,707 دولارًا، أما متوسط دخل العائلة فبلغ 31,582 دولارًا. وكان متوسط دخل الذكور 21,542 دولارًا مقابل 17,367 دولارًا للإناث. وسجل دخل الفرد الخاص بالمدينة 12,968 دولارًا. وكانت نسبة 21.3% من العائلات ونسبة 26.9% من السكان تحت خط الفقر، وكان من هؤلاء نسبة 37% تحت سن الثامنة عشر ونسبة 18.5% في الخامسة والستين من العمر وما فوق.

### تعداد عام 2010
بلغ عدد سكان دي كوين 6,594 نسمة بحسب تعداد عام 2010، وبلغ عدد الأسر 2,035 أسرة وعدد العائلات 1,477 عائلة مقيمة في المدينة. في حين سجلت الكثافة السكانية 417.1 نسمة لكل كيلومتر مربع (1,080.3/ميل2). وبلغ عدد الوحدات السكنية 2,256 وحدة بمتوسط كثافة قدره 142.7 لكل كيلومتر مربع (369.6/ميل2).
وتوزع التركيب العرقي للمدينة بنسبة 51.88% من البيض و5.84% من الأمريكيين الأفارقة و2.34% من الأمريكيين الأصليين و0.68% من الأمريكيين ذوي الأصول الآسيوية و0.03% من سكان جزر المحيط الهادئ و35.08% من الأعراق الأخرى و4.16% من عرقين مختلطين أو أكثر و53.55% من الهسبانيون أو اللاتينيون من أي عرق.
بلغ عدد الأسر 2,035 أسرة كانت نسبة 49.3% منها لديها أطفال تحت سن الثامنة عشر تعيش معهم، وبلغت نسبة الأزواج القاطنين مع بعضهم البعض 48.4% من أصل المجموع الكلي للأسر، ونسبة 17.1% من الأسر كان لديها معيلات من الإناث دون وجود شريك، بينما كانت نسبة 7.2% من الأسر لديها معيلون من الذكور دون وجود شريكة وكانت نسبة 27.4% من غير العائلات. تألفت نسبة 23.6% من أصل جميع الأسر من عدة أفراد يعيشون في نفس المنزل ونسبة 9.2% كانت تتألف من شخص يعيش بمفرده يبلغ من العمر 65 عاماً أو أكثر. وبلغ متوسط حجم الأسرة المعيشية 3.16، أما متوسط حجم العائلات فبلغ 3.73.
بلغ العمر الوسطي للسكان 28.5 عاماً. وكانت نسبة 34.1% من القاطنين تحت سن الثامنة عشر، وكانت نسبة 10.7% بين الثامنة عشر والرابعة والعشرين عاماً، ونسبة 27.6% كانت واقعةً في الفئة العمرية ما بين الخامسة والعشرين والرابعة والأربعين عاماً، ونسبة 17.4% كانت ما بين الخامسة والأربعين والرابعة والستين، ونسبة 10.2% كانت ضمن فئة الخامسة والستين عاماً فما فوق. وتوزع التركيب الجنسي للسكان بنسبة 48.5% ذكور و51.5% إناث.

## أعلام
- لين هاليداي
- جاي لين هيلمز

## وصلات خارجية
- The US50 - Cities and Towns in Arkansas State
- 2012 United States Census Estimate